# Acrea (figlia di Asterione)
Acrea (in greco antico: Ἀκραία?), Eubea (Εὔβοια) e Prosimna (Πρόσυμνα) sono personaggi della mitologia greca, tre ninfe figlie di Asterione.

## Mitologia
Secondo la leggenda Acrea, Eubea e Prosimna sono figlie del dio fiume Asterione e furono le nutrici di Era. Insieme sono anche dette Asterionidi.
La storia è raccontata da Pausania il Periegeta quando parla del tempio di Era, opera dell'architetto Eupolemo di Argo e posto a quindici stadi da Micene, accanto al corso del fiume Eleuterio, le cui acque servivano per le purificazioni delle sacerdotesse nella zona più bassa dell'Eubea.
La prima diede il suo nome alla montagna su cui era situato il tempio, la seconda alla pianura che conduceva al mare, la terza a tutta la zona circostante, mentre il fiume che scorreva alle pendici del tempio prese il nome dal padre Asterione.